# Wanderer W25K
La Wanderer W25K est une voiture de sport avec moteur à six cylindres et roues arrière motrices de la marque Wanderer. Elle sera concurrente de la BMW 328.
Pour lui conférer une plus grande agilité, le moteur fut nanti d'un compresseur enclenché en permanence pour augmenter sa puissance. Malheureusement, le bloc-moteur ne pouvait résister à une telle sollicitation et les pannes sous garantie se multiplièrent.

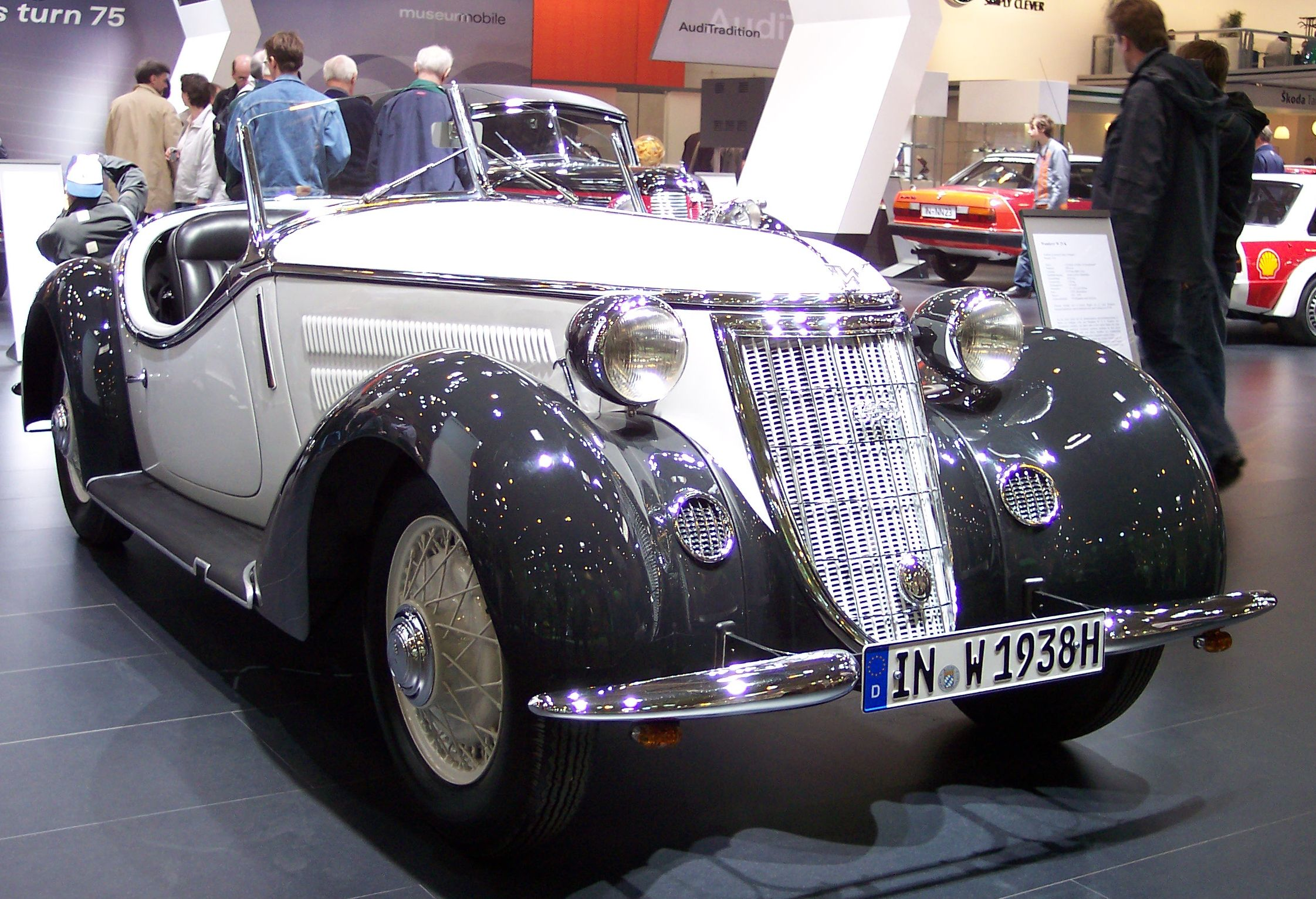
Wanderer W25K - face avant.

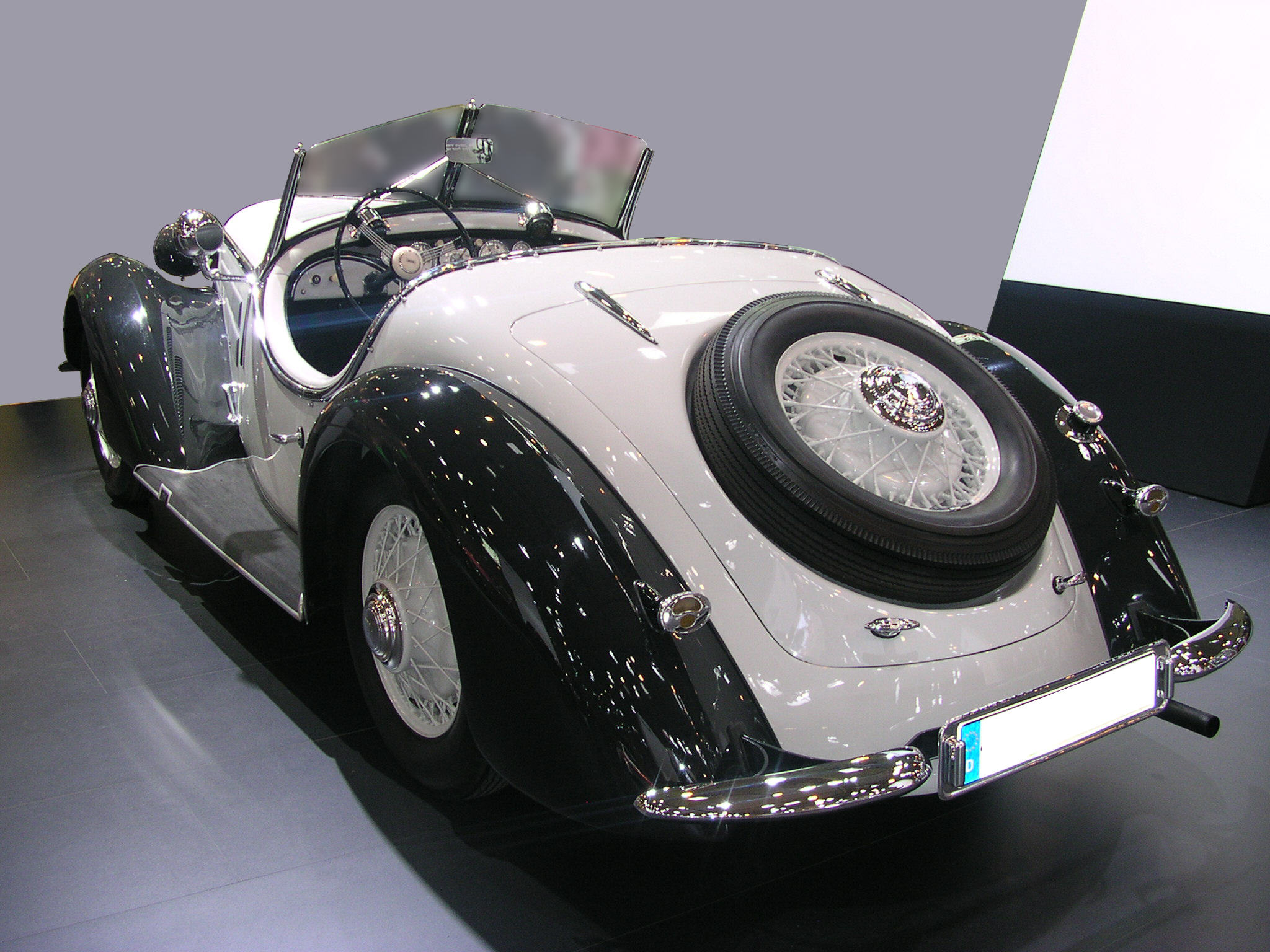
Wanderer W25K - face arrière.